# Kusal Perera
Mathurage Don Kusal Janith Perera (* 17. August 1990 in Kalubowila, Sri Lanka) ist ein sri-lankischer Cricketspieler der seit 2013 für die sri-lankischen Nationalmannschaft spielt.

## Kindheit und Ausbildung
Perera war ab 2007 Teil der sri-lankischen U19-Nationalmannschaft.

## Aktive Karriere

### Anfänge in der Nationalmannschaft
Perera gab sein First-Class-Debüt in der Saison 2009/10 für den Colts Cricket Club. Dort konnte er sich etablieren und brachte sich so bei den Selektoren der Nationalmannschaft ins Spiel. Sein Debüt in der Nationalmannschaft gab er im Januar 2013 bei der Tour in Australien, als er sein ODI- und Twenty20-Debüt gab. Im März folgte eine Tour gegen Bangladesch, wo ihm in den ODIs (56 Runs) und im Twenty20 (64 Runs) jeweils ein Fifty gelang. In letzterem wurde er als Spieler des Spiels ausgezeichnet. Er wurde dann im Sommer für die ICC Champions Trophy 2013 nominiert, konnte dort jedoch nicht herausragen. Die Saison 2013/14 begann mit einem Fifty über 57 Runs in der Twenty20-Serie gegen Neuseeland, für das er ausgezeichnet wurde. Dem folgte eine Tour gegen Pakistan, in dem ihm in ODIs (64 Runs) und Twenty20s (84 Runs) je ein Half-Century gelang. Für seine Leistung in dem Twenty20 wurde er erneut ausgezeichnet. Im Februar 2014 folgte dann in Bangladesch ein Fifty über 64 Runs in den Twenty20s und sein erstes internationales Century über 106 Runs aus 124 Bällen, wobei er in beiden Spielen ausgezeichnet wurde. Beim Asia Cup 2014 erreichte er ein Fifty (64 Runs) gegen Indien. Es folgte die ICC World Twenty20 2014, bei der er in der Vorrunde gegen Südafrika ein Fifty über 61 Runs erreichte und so den Gruppensieg ermöglichte, der dann später zum Weltmeistertitel führte.
Im November erzielte er gegen England ein Fifty über 59 Runs im ersten Spiel der ODI-Serie. Kurz darauf wurde jedoch sein Platz im Kader in Frage gestellt, als er für die Tour in Neuseeland nicht nominiert wurde. Während dem Cricket World Cup 2015 ersetzte er den Verletzten Dinesh Chandimal und kam er gegen Schottland, wobei ihm 24 Runs gelangen, und Südafrika zum Einsatz. Im Sommer erzielte er in der ODI-Serie gegen Pakistan ein Fifty über 68 Runs und ein Century über 116 Runs aus 109 Bällen, wofür er jeweils als Spieler des Spiels ausgezeichnet wurde. Daraufhin erhielt er seine Nominierung für die Test-Serie gegen Indien, und konnte dort bei seinem Test-Debüt zwei Fifties (55 und 70 Runs) erzielen. Im November konnte er gegen die West Indies zwei Fifties (99 und 50 Runs) in den ODIs erreichen.

### Dopingverdacht und Verletzungen
Im Dezember 2015 wurde bekannt, dass Perera positiv auf die nicht erlaubte Substanz 19-Norandrostenedione getestet, woraufhin er vorläufig suspendiert wurde. Nachdem auch die B-Probe positiv war, kam es zu weiteren Untersuchungen Seitens des Weltverbandes. Nachdem ein Ermittler die Schlussfolgerungen des katarischen Dopinglabors in Frage stellte, zog dieses die Befunde zurück. Daraufhin wurde seine Suspendierung aufgehoben und er konnte ins Team zurückkehren. Im Juni 2016 gelang ihm dann in der ODI-Serie in Irland ein Century über 135 Runs aus 128 Bällen. Im August erzielte er gegen Australien ein weiteres Fifty (54 Runs). Während der Test-Serie in Simbabwe, zu die er mit dem Team im Oktober reiste, erreichte er ein Century über 110 Runs aus 121 Bällen im ersten und ein Fifty über 62 Runs im zweiten Spiel. Dennoch musste er um seinen Platz im Kader kämpfen, da er keine konstanten Leistungen zeigte. Während den Twenty20s gegen Bangladesch im April 2017 gelang ihm ein Fifty über 77 Runs, für das er als Spieler des Spiels ausgezeichnet wurde. Während der ICC Champions Trophy verletzte er sich am Oberschenkel und musste das Turnier abbrechen. Es dauerte bis Dezember, das er seinen Weg zurück ins Team fand und in Indien ein Fifty über 77 Runs in den Twenty20s erzielte. Bei einem Drei-Nationen-Turnier in Bangladesch erreichte er ein Fifty (80 Runs) gegen Simbabwe. Eine Bauchmuskelverletzung ließ ihn daraufhin erneut aussetzen. während eines heimischen Drei-Nationen-Turniers gelangen ihm im März 2018 gegen Indien ein (66 Runs) und gegen Bangladesch zwei weitere (74 und 61 Runs) Fifties.
Im Sommer erreichte er in der ODI-Serie gegen Südafrika zwei Fifties (81 und 51 Runs). Zu Beginn des Jahres 2019 gelang ihm in Neuseeland ein Century über 102 Runs aus 86 Bällen im ersten ODI. Im ersten Test der Serie in Südafrika im Februar gelang ihm nach einem Fifty über 53 Runs im ersten Innings ein century über 153* Runs aus 200 Bällen und sicherte so als Spieler des Spiels den Sieg. Jedoch erlitt er kurz darauf eine weitere Oberschenkelverletzung die ihn pausieren ließ. Beim Cricket World Cup 2019 gelangen ihm dann gegen Afghanistan (78 Runs), Australien (52 Runs) und die West Indies (64 Runs) jeweils ein Fifty. Nach der Weltmeisterschaft erzielte er ein Century über 111 Runs aus 99 Bällen in der ODI-Serie gegen Bangladesch. In der Saison 2019/20 erreichte er in Australien (57 Runs) und gegen die West Indies (66 Runs) jeweils ein Fifty in den Twenty20-Serien. Jedoch wurde er nach schwachen Leistungen zunächst aus dem Test-Kader gestrichen. Auch erlitt er eine Fingerverletzung die ihn mehrere Wochen pausieren ließ.

### Ernennung zum kurzzeitigen Kapitän
Nach der COVID-19-Pandemie war er wieder zurück im Test-Team und konnte in Südafrika zwei Fifties (64 und 60 Runs) erzielen. In der darauffolgenden Serie gegen England gelang ihm ein weiteres (62 Runs). Daraufhin verletzte er sich und wurde wieder aus dem Test-Kader gestrichen. Im Mai wurde er dann zum Kapitän der ODI-Mannschaft ernannt. daraufhin erzielte er in Bangladesch ein Century über 120 Runs aus 122 Bällen. Während der Tour kam es zu Meinungsverschiedenheiten zwischen dem Verband und den Spielern über die Verträge, in denen er als Kapitän eine wichtige Rolle spielte. Im Juni folgte ein Fifty über 73 Runs in England. Kurz darauf wurde er aufgrund seiner Rolle in den Vertragsstreitigkeiten von seiner Rolle als Kapitän entbunden und durch Dasun Shanaka ersetzt. Verletzungen und Infektionen bestimmten dann die nächsten Monate, wurde jedoch rechtzeitig für den ICC Men’s T20 World Cup 2021 wieder fit. Dort war seine beste Leistung 35 Runs gegen Australien. Er erlitt daraufhin eine Schulterverletzung und spielte so 16 Monate nicht für die Nationalmannschaft. Bei seiner Rückkehr erreichte er ein Fifty über 53* Runs in der Twenty20-Serie in Neuseeland. Ihm gelang der Sprung in den Kader für den Cricket World Cup 2023, wo er gegen Australien und Neuseeland jeweils ein Fifty erreichte.